# Brand

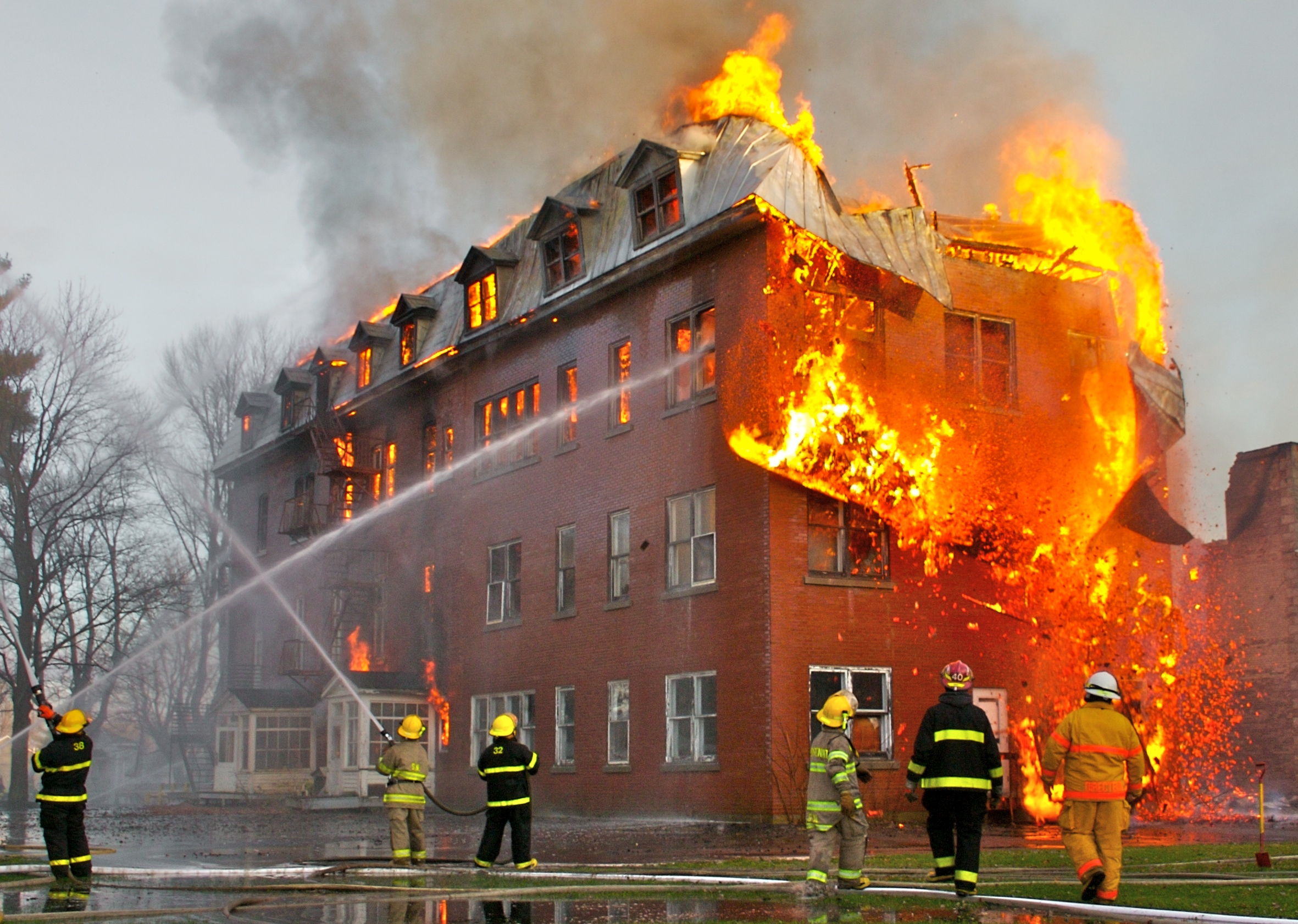
Kanadische Feuerwehr bei der Brandbekämpfung

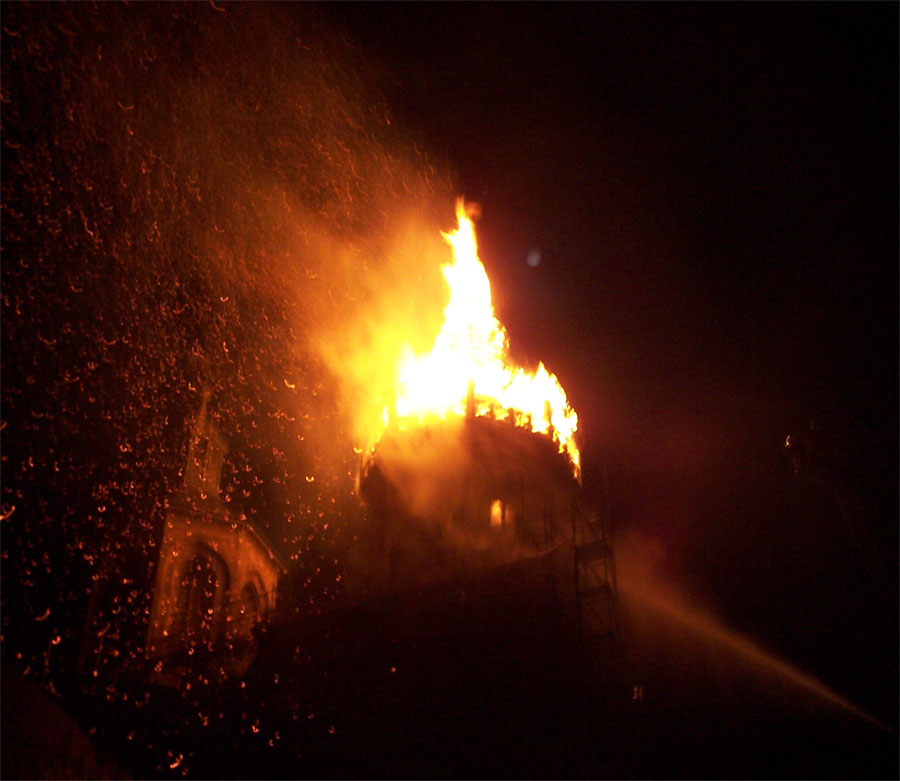
Folgen einer Brandstiftung: Feuer im Nordturm der Göttinger St.-Johannis-Kirche

Als Brand gilt ein mit einer Lichterscheinung (Feuer, Flamme, Glut, Glimmen, Funken) verbundener Verbrennungsvorgang, der meist ungewollt entstanden ist oder seinen bestimmungsgemäßen Ort verlassen hat, um sich aus eigener Kraft unkontrolliert auszubreiten. Er führt in der Regel zu Sach-, Personen- bzw. Umweltschäden und wird daher auch als Schadensfeuer oder Schadfeuer bezeichnet. Bekämpfen und Verhüten von Bränden, Brandschutz zu leisten, ist vor allem Aufgabe der Feuerwehr.

## Etymologie
Das altgermanische Wort mhd., ahd. brant ist eine Bildung zu dem im Neuhochdeutschen untergegangenen starken Verb mhd. brinnen, ahd. brinnan „brennen, leuchten“. Das Verb mhd. brennen, ahd. brennan ist das Kausativ dazu und hat im Neuhochdeutschen die Bedeutung des starken Verbs mit übernommen.

## Brandursachen

Der hohe Sauerstoffgehalt mancher organischer Moleküle, hier des Holzbestandteils Lignin, begünstigt sowohl die Verrottung als auch die Selbstentzündung gelagerter Hackschnitzel und den Brand von Alt- und Grünholz und eine rasche Brandausbreitung.

Ein Brand kann entstehen, wenn Voraussetzungen einer Verbrennung am Brandort erfüllt sind. Diese Voraussetzungen können auf verschiedene Weise erfüllt werden. Als Brandursache werden der Vorgang und die Umstände bezeichnet, die zur Erfüllung der Brandvoraussetzungen führen.
Brandursachen können technische Brandursachen, natürliche Brandursachen und sonstige Einwirkungen von Zündquellen auf brennbare Stoffe sein, wobei bei letzterem der Mensch die hauptsächliche Rolle spielt. Mit der Ermittlung von Brandursachen beschäftigt sich die Brandursachenermittlung.
Brände können strafrechtlich relevant sein. Technisch oder natürlich verursachte Brände wie ein Kabelbrand oder ein Brand nach Blitzschlag können strafrechtlich relevant auf Grund von Pflichtverletzungen sein. Wird die technische oder natürliche Brandursache durch die Missachtung allgemein anerkannter technischer Regeln gesetzt, kann auch der Straftatbestand einer Brandstiftung (meist fahrlässig) erfüllt sein.
Meist ist ausreichend Sauerstoff in der Umgebung vorhanden. Der Brand entsteht, zum Beispiel aus Unachtsamkeit beim Hantieren mit brennenden Gegenständen, wie Zigaretten, Feuerwerkskörpern und Kerzen, indem eine Zündquelle mit brennbarem Material zusammengebracht wird, oder die Zündquelle entsteht aus technischen Gründen, beispielsweise durch Überhitzung von Lagern oder elektrischen Kabeln. Auch der Kontrollverlust über Nutzfeuer, beispielsweise beim Abbrennen von Laub oder beim Schweißen, kann zu einem Brand führen. Durch das Übergreifen von Flammen benachbarter Brandstellen, zum Beispiel auf benachbarte Gebäude, oder nach einer Explosion (Gas) treten Brände als Folgewirkung auf. Asche kann als Zündquelle wirken, solange sie noch Glut enthält oder noch nicht ausreichend abgekühlt ist, was bei der Torfasche sehr lange dauert.
Fehlt (wie vor einer Rauchgasexplosion) zunächst ein Oxidationsmittel (wie Sauerstoff), ist aber bereits eine Zündquelle (wie Glutnester) am brennbaren Material (wie unverbrannte Rauchgase), entzündet es sich, sobald Sauerstoff hinzutritt. Manche Stoffe entzünden sich von selbst, sobald Sauerstoff an ihre Oberfläche gelangt.
Mutwillig oder vorsätzlich gelegte Brände werden in der Regel durch die Verwendung einfacher Zündmittel wie Streichhölzer, Feuerzeug oder Kerzen verursacht, aber oft (besonders bei Brandanschlägen) auch unter Zuhilfenahme von Brandbeschleunigern oder Brandsätzen.

## Verlauf eines Brandes

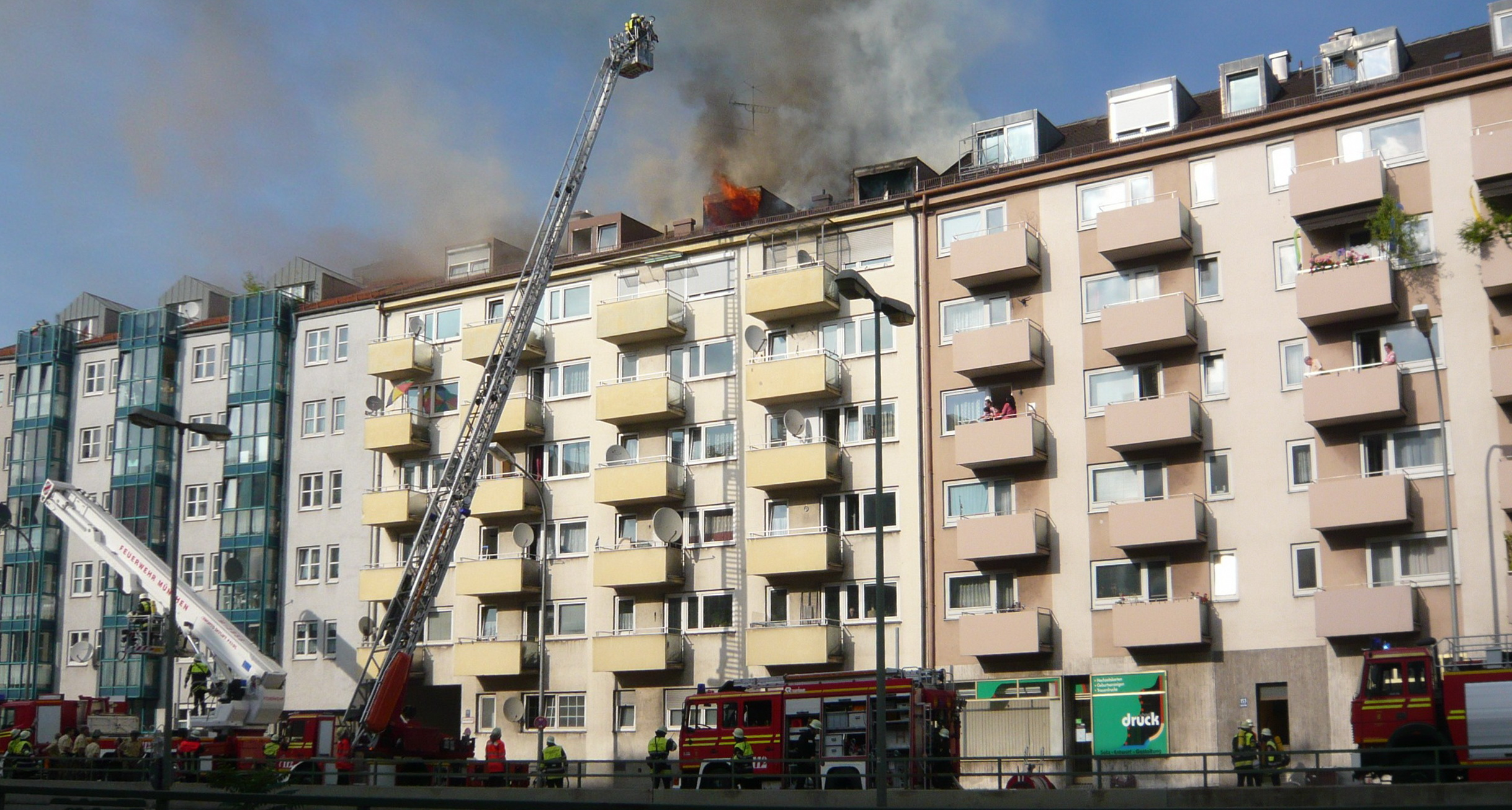
Dachwohnungsbrand in München

Verbrennungsdreieck

Ausgangspunkt für einen Brand ist die Entzündung von brennbaren Stoffen durch eine Zündquelle.
In dieser ersten Phase (bis zur ca. 4. Minute) entsteht ein so genannter „Initial- oder Schwelbrand“, dessen Dauer von der Sauerstoffkonzentration des Raumes abhängt.
In der zweiten Phase (ca. 4. bis 9. Brandminute) entwickelt sich ein lokaler Brand, der die Luft im Raum immer mehr aufheizt. Durch die Hitze des Brandrauchs, insbesondere die von ihm ausgehende Wärmestrahlung, beginnen die brennbaren Materialien im Raum sich durch Pyrolyse zu zersetzen, wodurch weitere brennbare Gase freigesetzt werden, die den Brand weiter anfachen. Die Gaskonzentration erreicht ab der ca. 3. Minute Werte, die die Handlungsfähigkeit von Menschen beschränken – und ab der 5. Minute Werte, die für Menschen lebensbedrohlich sind.
Überschreitet die Raumtemperatur die Zündtemperatur der im Raum befindlichen Gegenstände, kommt es zu einer schlagartigen Brandausbreitung, dem sogenannten „Flashover“ (ca. 9. bis 10. Minute). Hierbei stehen dann in der Regel alle brennbaren Gegenstände in Vollbrand.
Die nun entstehenden Temperaturen können rasch 1000 °C und mehr erreichen. Entsprechend der vorhandenen Brandlast und der Frischluftzufuhr erhält sich das Feuer auf diesem Temperaturniveau (Vollbrandphase), bis es langsam abklingt.
Weitere mögliche Phasen bzw. Brandereignisse sind:
- die Backdraft
- der Kamineffekt
- die Rauchdurchzündung

## Gesundheitsgefahren

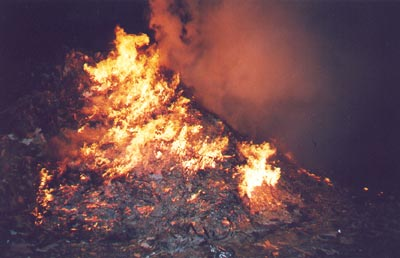
Großbrand auf einer Mülldeponie

Die Hauptgefahr bei einem Brand stellt der giftige Rauch dar. Die in ihm enthaltenen Atemgifte (z. B. Kohlenstoffmonoxid, Cyangase (Dicyan, Blausäure) u. v. m.) führen bereits nach wenigen Atemzügen zur Bewusstlosigkeit und können toxische Lungenödeme verursachen. Der Tod tritt meist durch Ersticken ein.
Hautverbrennungen entstehen nicht nur bei direktem Kontakt mit Flammen, sondern auch durch heiße Gase (z. B. das Abgas des Feuers) oder Dämpfe. Sie sind sehr schmerzhaft und können auch zu einem Kreislaufschock führen.

## Brandschaden

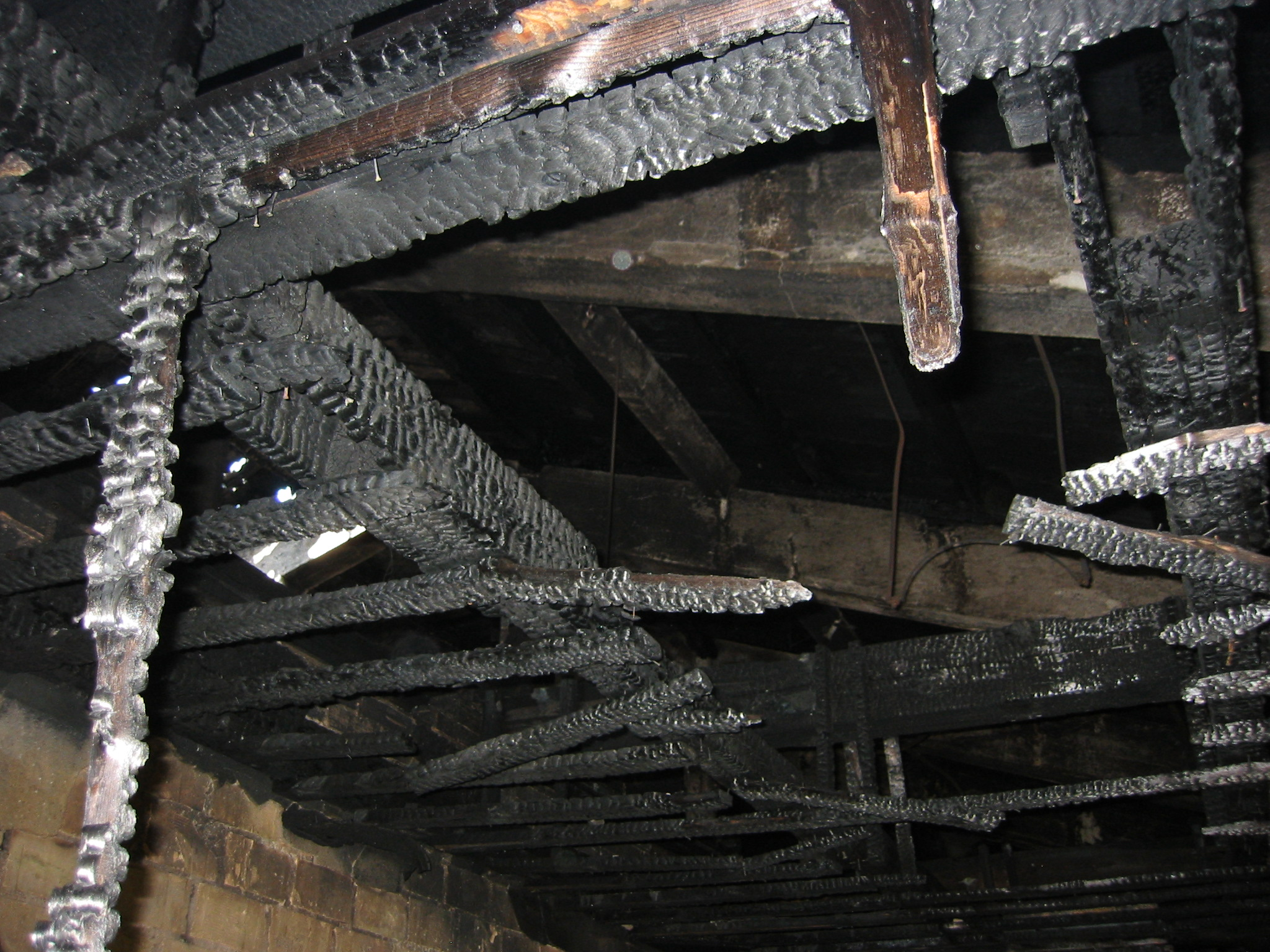
Folgen eines Großbrandes: Blick auf die zerstörte Dachkonstruktion

### Personenschäden
Durch Hitze, Druckstoß oder fliegende Partikel einer Explosion, Sauerstoffmangel, Brandgase, einstürzende Bauteile, Fluchtversuch durch Sprung aus einem Haus können Menschen unterschiedliche Verletzungen erleiden. Rasche und vollständige Erholung, bleibende körperliche oder auch psychische Schäden, rasch oder als Spätfolge eintretender Tod sind infolge eines Brandes möglich.

### Sachschäden

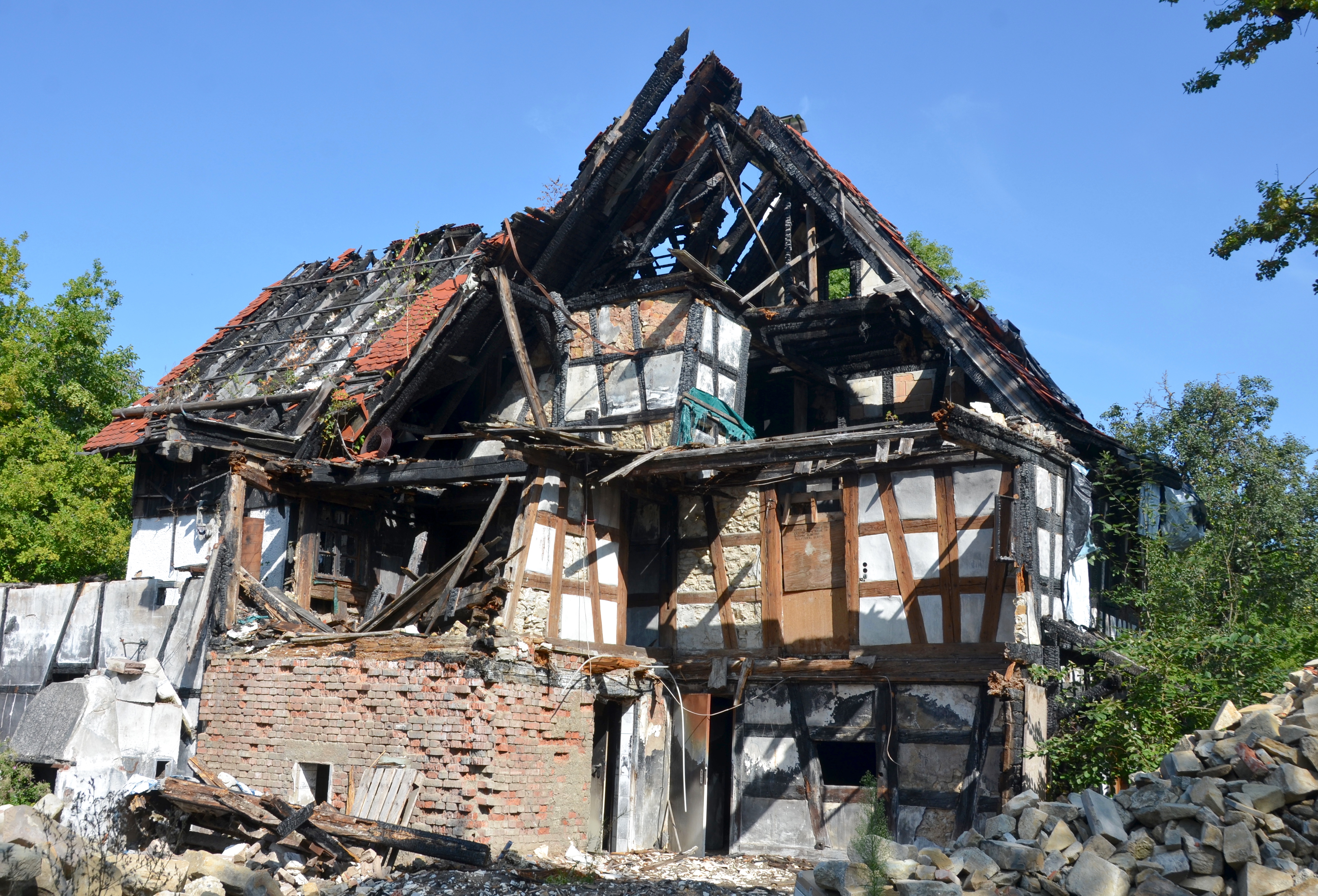
Gesperrte Brandstätte nach Großbrand

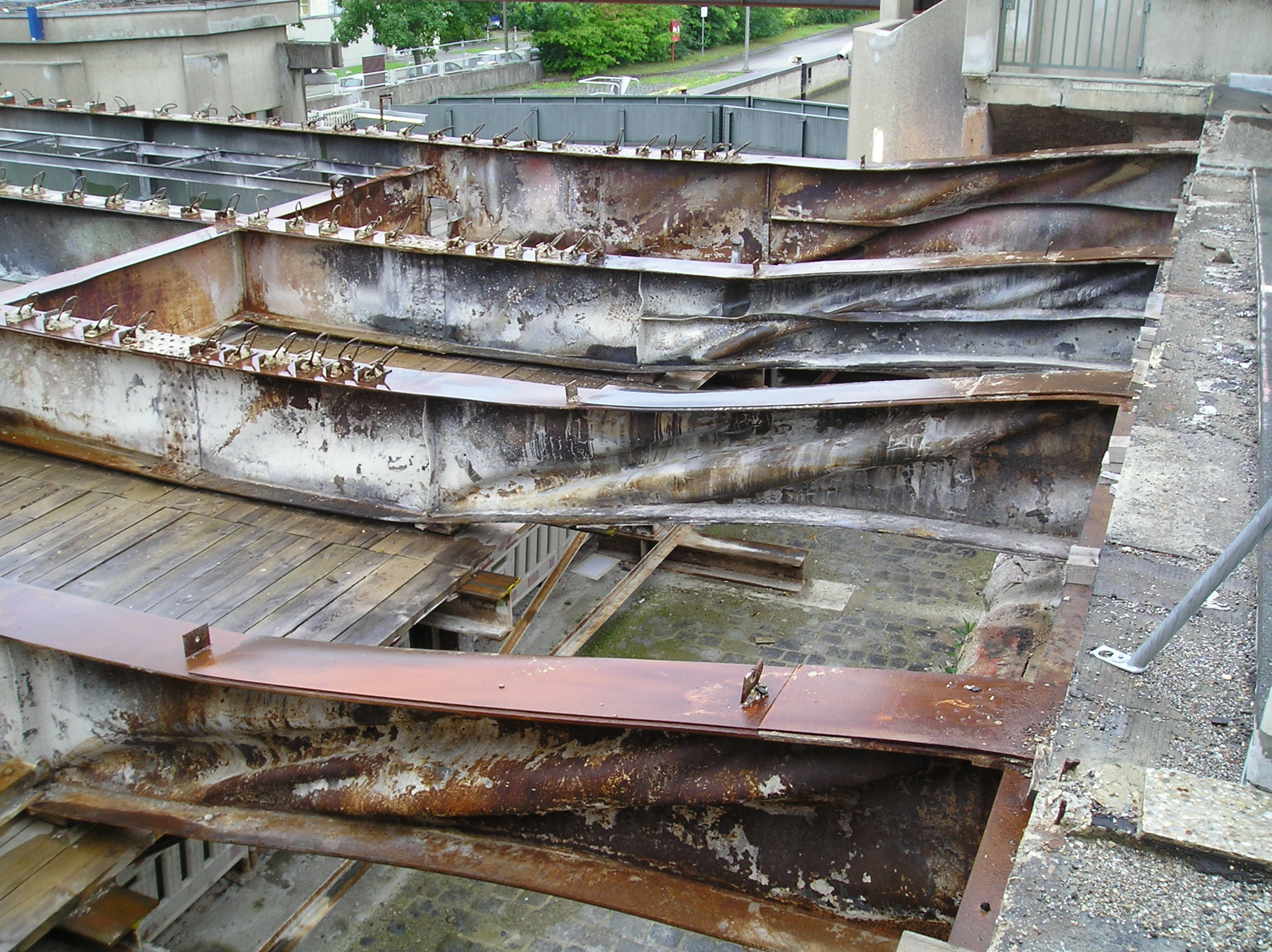
Durch den Brand einer aufgerissenen Gasleitung wurden diese an sich unbrennbaren Stahlträger einer Brücke irreparabel verformt

Primär besteht der Brandschaden aus dem durch das Feuer vernichteten Hab und Gut. Aber auch die Folgeschäden (Sekundärschaden) sind nicht zu übersehen. Hierunter fallen Rauchschäden, Löschwasserschäden, Umweltschäden und Ausfallschäden.
Von Rauchschäden wird gesprochen, wenn durch die giftigen Rauchinhaltsstoffe Gegenstände, die nicht unmittelbar von der Hitze oder vom Feuer beeinträchtigt wurden, trotzdem unbrauchbar werden.
Zu den Umweltschäden zählt zunächst die Entsorgung des Brandschuttes, die mitkalkuliert werden muss. Außerdem können giftige Löschwasserabflüsse in öffentlichen Gewässern große Schäden anrichten, wie beispielsweise das Löschwasser beim Brand der Firma Sandoz in Basel große Schäden im Rhein im Jahr 1986 verursachte (siehe Großbrand von Schweizerhalle). Diese Folgen, wenn auch in kleinerem Rahmen, können auch bei kleinen Hausbränden auftreten. Aus diesem Grund existieren Regeln zur Löschwasserrückhaltung.
Ein Ausfallschaden entsteht, wenn beispielsweise bei einem Wohnungsbrand der Geschädigte sich bis zur Wiederinstandsetzung eine Wohngelegenheit suchen muss. Bei Produktionsbetrieben kann ein Totalausfall große Auftragsverluste nach sich ziehen, die bis zur endgültigen Betriebsschließung führen können. So besagen amerikanische Untersuchungen, dass bis zu 75 Prozent der Firmen, deren Produktionsstätten abgebrannt sind, nie wieder produzieren. Historische Kulturgüter sind nach einem Brand oft unwiederbringlich verloren oder stark beschädigt, wie beim Brand in der Herzogin Anna Amalia Bibliothek.
Brandstätten werden nach einem Brand häufig behördlich gesperrt, weil von Brandstoffen und beschädigten Gebäuden Gefahren beim Atmen und Betreten ausgehen und für das Erheben von Brandursache und Brandschaden ungestörte Spuren nötig sind.

## Vorbeugender Brandschutz und Baurecht

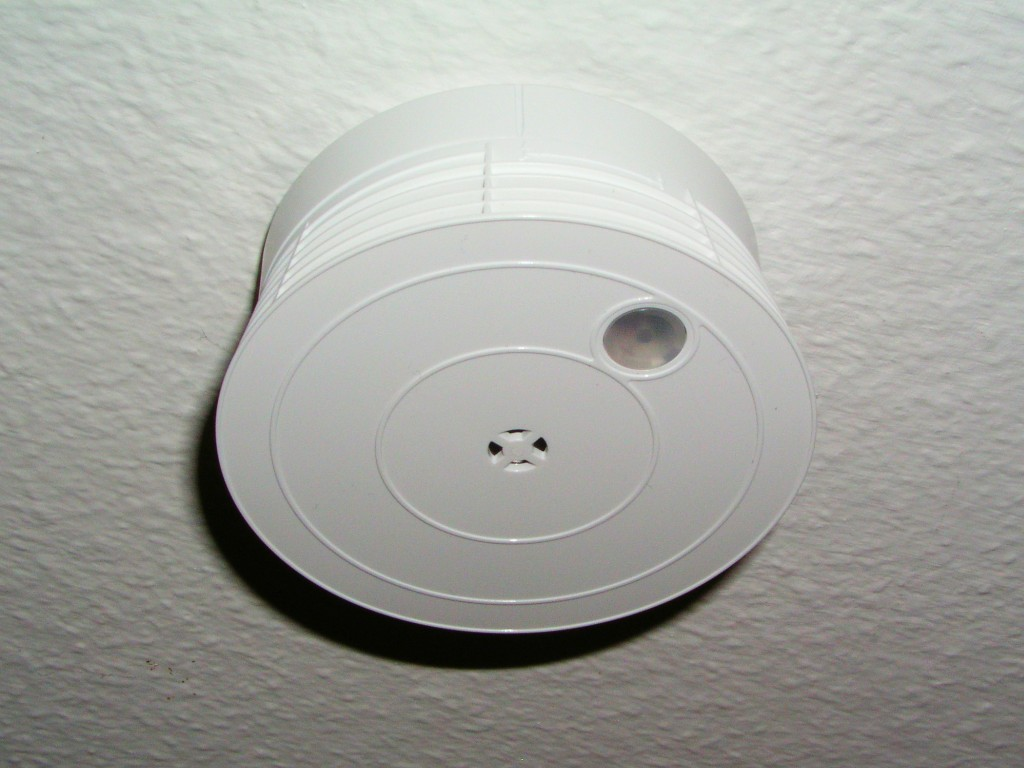
Ein Rauchwarnmelder

Fast jede Stadt wurde im Laufe ihrer Geschichte von größeren Bränden heimgesucht. Diese negativen Erfahrungen führten im Laufe der Zeit zur Aufstellung von örtlichen und regionalen Brandschutzvorschriften.
In der heutigen Zeit beschäftigt sich der Brandschutz mit der Verhinderung von Bränden (vorbeugender Brandschutz) und einer Begrenzung bereits entstandener Brände (abwehrender Brandschutz). Sinnvolle bauliche Maßnahmen sind beispielsweise die Installation von Brandmeldern und die Errichtung von Brandwänden.
Folgerichtig sind Brandschutzbestimmungen nach wie vor wesentliche Bestandteile der Bauordnungen. Die Bauordnungen stellen dabei den baulichen Brandschutz (durch feuerwiderstandsfähige Bauteile) in den Vordergrund, während technische Brandschutzmaßnahmen (z. B. Brandmeldeanlagen, Sprinkleranlagen) nur bei Sonderbauten eine Rolle spielen.
Ergänzt werden die eher allgemein gehaltenen Bauordnungen (geeignet für Wohn- und Bürogebäude) durch Sondervorschriften für besondere Anlagen und Bauwerke (Sonderbauten). In vielen Ländern gibt es für Gaststätten, Versammlungsstätten, Verkaufsstätten, Krankenhäuser, Schulen, Hochhäuser usw. eigene Regelwerke, in denen die besonderen Gefahren und betrieblichen Notwendigkeiten berücksichtigt werden.
Bei Bauvorhaben und Nutzungsänderungen von Gebäuden der Gebäudeklassen 4,5 und Sonderbauten gemäß Musterbauordnung muss der Bauherr/Architekt ein Brandschutzkonzept / einen Brandschutznachweis vorlegen. Die Vereinbarkeit des Bauvorhabens mit den öffentlichen Bauvorschriften ist so nachzuweisen.

## Einteilung

### Einteilung nach Größe
Brände lassen sich nach ihrer Größe einteilen. In Deutschland geschieht dies nach DIN 14010 in vier Kategorien (Kleinbrand a, Kleinbrand b, Mittelbrand, Großbrand). Diese Einordnung hilft, entsprechende Gegenmaßnahmen wie die Alarmierung von Einsatzkräften der Feuerwehr im Bereich des Brand- und Katastrophenschutzes zu treffen. Mit der Brandausdehnung im Sinne des Taktikschemas ist der vorgefundene Brandumfang gemeint. Die Brandausdehnung ist u. a. abhängig von Brandgut, Bauweise, Brandabschnitten, Feuerbrücken, Windrichtung und Windstärke. Für statistische Zwecke wird der Brandumfang nach dem Löschgeräteeinsatz ermittelt.
In Österreich erfolgt die Alarmierung der erforderlichen Einheiten entsprechend dem tatsächlichen Meldebild (z. B. Zimmerbrand, Fahrzeugbrand), da die Bewertung der tatsächlichen Ausdehnung bei der Notrufannahme äußerst schwierig ist. Daher wird diese Klassifizierung nur im Nachhinein verwendet, um die zukünftigen Risiken jeweils neu bewerten zu können.

#### Entstehungsbrand
Jeder Brand, sofern es sich um keine Brandstiftung handelt, beginnt mit einem Entstehungsbrand. Hierbei handelt es sich nicht selten um einen Schwelbrand, ausgelöst durch Defekte in elektrischen Geräten, vergessene Herdplatten, unbeaufsichtigte Kerzen oder Ähnliches. Entstehungsbrände können meist ohne besonderes Löschgerät mit einem Eimer Wasser gelöscht werden, sie reichen jedoch aus, um genügend Rauch zu produzieren, dass Personen dadurch ernsthaft gefährdet werden. Deshalb sollte auch schon bei einem Entstehungsbrand Atemschutz getragen werden.

#### Kleinbrand

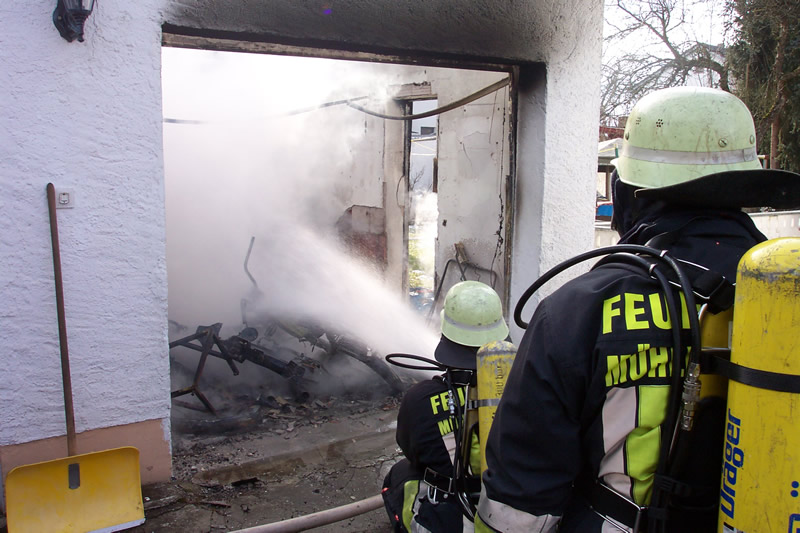
Kleinbrand B oder Mittelbrand

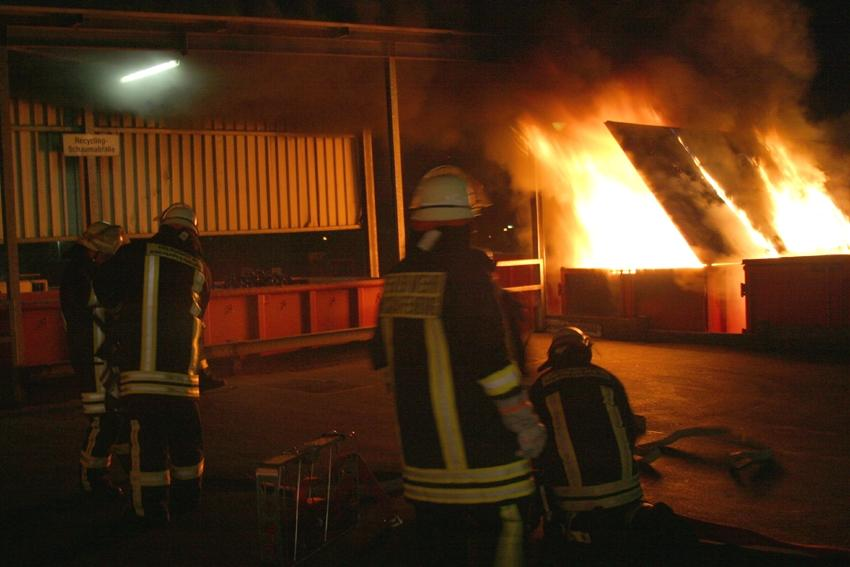
Kleinbrand B oder Mittelbrand

Kleinbrände sind die häufigsten Brände, zu denen jedoch nicht immer die Feuerwehr ausrücken muss. Zum Löschen eignet sich insbesondere ein Feuerlöscher oder eine Kübelspritze. Die Feuerwehr unterscheidet dabei zwischen:
- Kleinbrand a Einsatz von einem Kleinlöschgerät.
- Kleinbrand b Einsatz von nicht mehr als einem C-Rohr.

Beispiele für Brände kleinerer Ausdehnung sind kleinere Pkw-Brände, Rasenbrände oder brennende Mülltonnen.

#### Mittelbrand
Die meisten Brände, zu denen die Feuerwehr ausrückt, sind Mittelbrände und können in der Regel von einem oder seltener zwei Löschzügen der Feuerwehr wirksam bekämpft werden. Gemäß offizieller deutscher Definition werden nicht mehr als 3 C-Rohre und keine Sonderrohre (wie B-Rohre, Monitore oder Schaumstrahlrohr) eingesetzt.
Beispiele für Brände mittlerer Ausdehnung sind Wohnungsbrände, größere Kfz-Brände, Gebäudebrände, Schienenfahrzeugbrände, kleinere Waldbrände (ohne Wipfelfeuer).

#### Großbrand

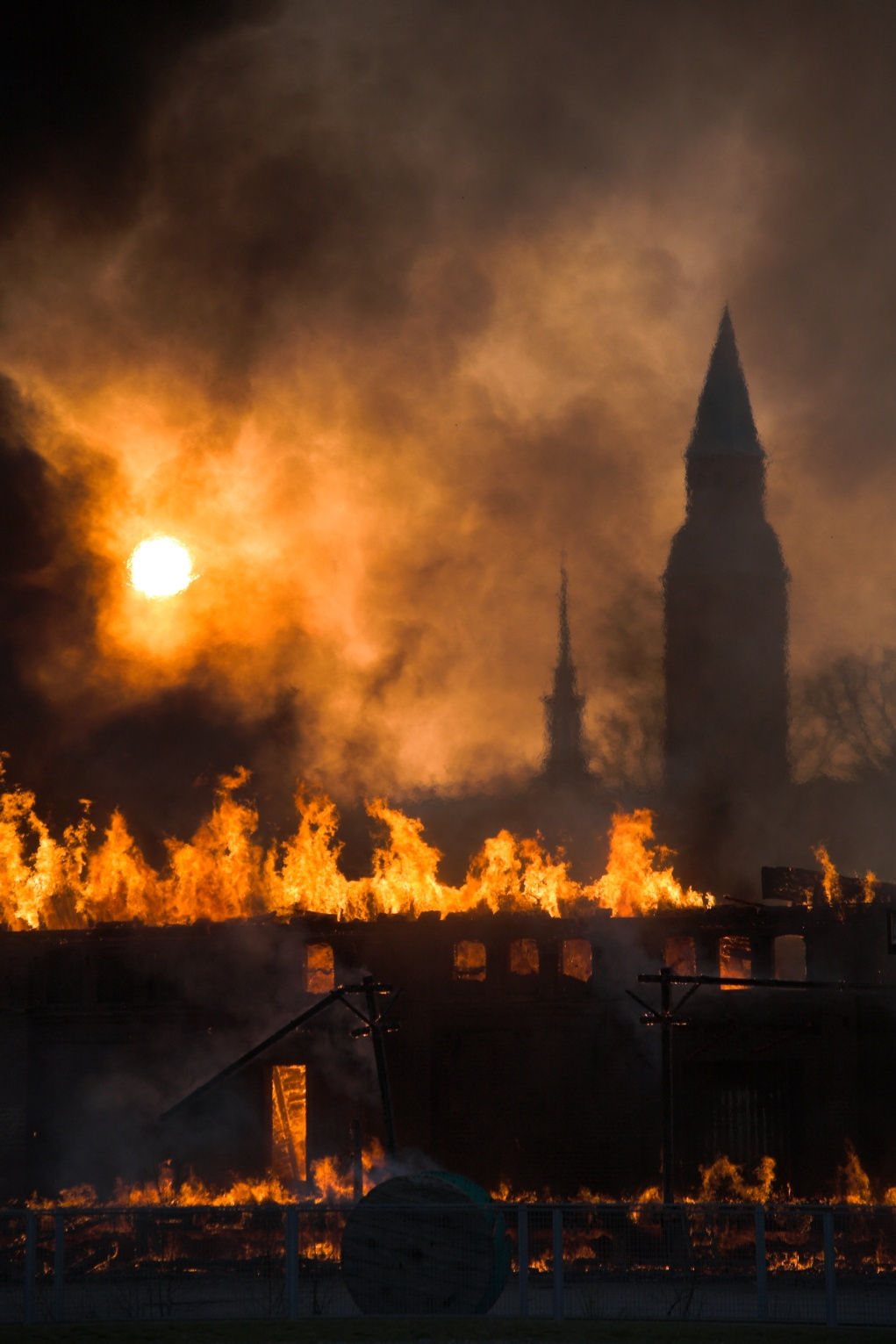
Brennende Lagerhäuser in Helsinki

Großbrände stellen die Ausnahme dar. In Deutschland gilt ein Brand als Großbrand, wenn mehr als drei C-Rohre oder/und oben genannte Sonderrohre eingesetzt werden.
Zu ihrer Bekämpfung können mehrere Züge oder gar Verbände der Feuerwehr über einen größeren Zeitraum benötigt werden. Diese können unter Umständen auch von Katastrophenschutzeinheiten unterstützt werden. Der Löscherfolg am brennenden Objekt kann dabei äußerst gering bleiben. Teilweise müssen sich die Hilfskräfte darauf beschränken, die Ausbreitung des Feuers zu begrenzen und benachbarte Sachwerte (Nachbargebäude etc.) zu schützen. Hierfür werden auch Monitore, B-Rohre, Wenderohre, Hydroschilde und andere große Wasserabgabe-Armaturen eingesetzt.
Beispiele für Brände großer Ausdehnung sind Tankzugbrände, Tanklagerbrände, Brände von Großobjekten, Industriebetrieben und landwirtschaftlichen Anwesen, aber besonders auch größere Flur- und Waldbrände und Brände auf Deponien. Sind derartige Brände besonders großflächig, so spricht man von Flächenbränden. In der Geschichte gab es auch Brände, die sich zu regelrechten „Feuerstürmen“ entwickelten, bei denen ganze Städte bzw. große Teile dieser niederbrannten.

### Einteilung nach Brandklasse und Art
Zur erfolgreichen Brandbekämpfung muss ein Brand richtig erkannt und eingeteilt werden, um eine richtige Wahl der Löschmittel zu treffen.
In Europa ist die Klassifizierung vereinheitlicht und erfolgt nach der Europäischen Norm EN2, nach der die Brände in Brandklassen eingeteilt werden. Die einzelnen Brandklassen werden mit den Buchstaben A, B, C, D und F bezeichnet.
| Brandklasse | Definition | Beispiele                                                                   | Löschmittel |
| ----------- | --- | --------------------------------------------------------------------------- | --- |
|             | Brände fester Stoffe hauptsächlich organischer Natur, die normalerweise unter Glutbildung verbrennen                           | Holz, Kohle, Papier, Textilien, Autoreifen, einige Kunststoffe, Stroh usw.  | Wasser, Wässrige Lösungen, Schaum, Kohlenstoffdioxid, ABC-Pulver |
|             | Brände von flüssigen und flüssig werdenden Stoffen (Dazu zählen auch Stoffe, die durch eine Temperaturerhöhung flüssig werden) | Benzin, Ethanol, Teer, Wachs, viele Kunststoffe, Ether, Lacke, Harz usw.    | Schaum, ABC-Pulver, BC-Pulver, Kohlenstoffdioxid |
|             | Brände von Gasen | Ethin (Acetylen), Wasserstoff, Erdgas, Propan, Stadtgas usw.                | ABC-Pulver, BC-Pulver, (Kohlenstoffdioxid nur in Ausnahmefällen: hierfür gibt es selten speziell konstruierte Sonderfeuerlöscher mit Gasstrahldüse), Gaszufuhr durch Abschieben der Leitung unterbinden |
|             | Brände von Metallen | Aluminium, Magnesium, Natrium, Kalium, Lithium usw. sowie deren Legierungen | Metallbrandpulver (D-Pulver), trockener Sand, trockenes Streu- oder Viehsalz, trockener Zement, Grauguss-Späne                                                                                          |
|             | Brände von Speisefetten und -ölen in Frittier- und Fettbackgeräten und anderen Kücheneinrichtungen und -geräten (Fettbrand)    | Speiseöle und Speisefette                                                   | Speziallöschmittel (Flüssiglöschmittel aus Brandklasse F-Handfeuerlöscher) |

Hintergrund für die Ausgliederung der Stoffe der Klasse F aus der Brandklasse B ist die Tatsache, dass die Standardlöschmittel für die Brandklassen A, B und C auf diese Stoffe nur sehr bedingt einsetzbar sind. Der Einsatz von ungeeigneten Löschmitteln kann unter Umständen wirkungslos oder gar mit Gefahren verbunden sein.
In der Europäischen Norm EN2 war anfangs auch eine Brandklasse E vorgesehen. Diese sollte für Brände in elektrischen Niederspannungsanlagen (bis 1.000 Volt) gelten. Sie wurde aber wieder verworfen, da alle Feuerlöscher in Niederspannungsanlagen eingesetzt werden können, sofern der auf dem Feuerlöscher aufgedruckte Sicherheitsabstand eingehalten wird.

## Brandort
In der Natur treten Erdbrand, zum Beispiel Kohlebrand oder Torfbrand, sowie Vegetationsbrände wie Flurbrand und Waldbrand auf. Ein Grubenbrand entwickelt sich in einem Bergwerk. In Siedlungen und in Einrichtungen von Handel, Handwerk und Industrie kann unter anderem Stadtbrand, Schornsteinbrand und Tanklagerbrand entstehen. Fahrzeuge brennen etwa beim Fahrzeugbrand und beim Schiffsbrand. Je nach örtlicher Nachbarschaft können die verschiedenen Brände gegenseitig als Zündquelle wirken: Zum Beispiel kann ein Kohlebrand einen Flurbrand auslösen und umgekehrt.

## Brandkatastrophen

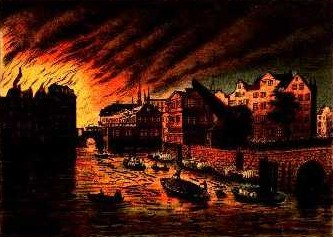
Hamburger Brand im Jahr 1842

In der Geschichte gab es eine Vielzahl von verheerenden Brand- und Explosionskatastrophen, eine Auswahl ist in der Liste von Brandkatastrophen enthalten.

## Brandopfer im internationalen Vergleich
Tote durch Brandeinwirkung pro 1 Mio. Einwohner pro Jahr (Stand 2019)
| Land           | Tote (ppm) |
| -------------- | ---------- |
| Russland       | 58         |
| Belarus        | 52         |
| Ukraine        | 45         |
| Lettland       | 40         |
| Estland        | 32         |
| Litauen        | 25         |
| Bulgarien      | 19         |
| Polen          | 13         |
| Japan          | 12         |
| Ungarn         | 12         |
| Schweden       | 12         |
| Tschechien     | 12         |
| USA            | 11         |
| Slowenien      | 06         |
| Großbritannien | 05         |
| Frankreich     | 04         |
| Deutschland    | 04         |
| Griechenland   | 02         |
| Niederlande    | 01         |